# Zhang Haitian
Zhang Haitian (en chinois traditionnel : 張海天), dit également Lao Beifeng (en chinois traditionnel : 老北風 ; aussi Lao Pie-fang), né en 1888 et mort en 1939, est un bandit chinois de Mandchourie (appelés des honghuzi, « Barbes rouges ») qui mena une guérilla dans l'ouest du Liaoning contre l'armée impériale japonaise. Il dirige plusieurs centaines de partisans dans l'attaque de garnisons japonaises le long du chemin de fer de Mandchourie du Sud début 1932, durant la pacification du Mandchoukouo.
Il encercle la garnison japonaise de Yingkou tandis que d'autres troupes attaquent la région de Haicheng. Les renforts japonais dispersent rapidement l'armée de Zhang mais celui-ci apparait dans l'opinion chinoise comme un des plus importants meneurs des armées de volontaires anti-japonaises.

## Sources
- Coogan, Anthony, The volunteer armies of Northeast China, History Today; July 1993, Vol. 43 Issue 7, pp.36-41
- Notes On A Guerrilla Campaign, from http://www.democraticunderground.com accessed November 4, 2006
  - a more readable version here and some photos, from http://forum.axishistory.com, accessed November 4, 2006